# Argentor-Werke Rust & Hetzel

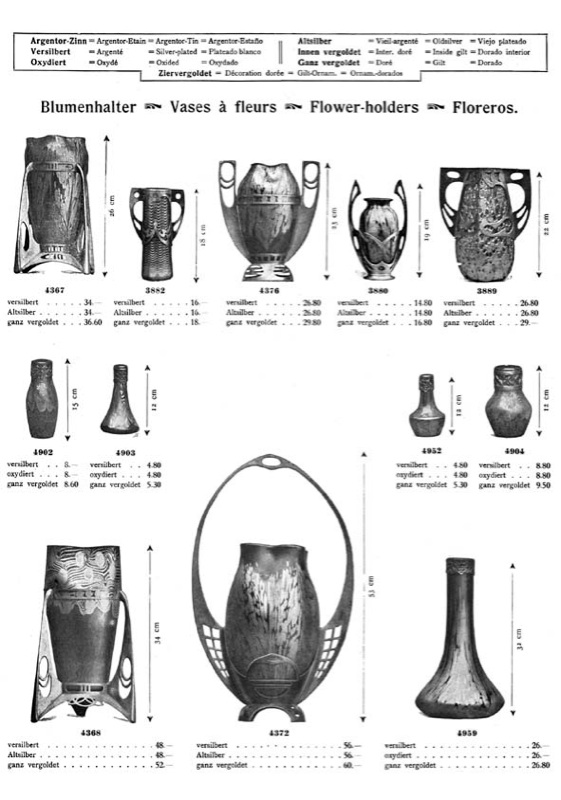
Seite aus dem Argentor-Werke Musterbuch Nr. 13 (1904) mit Darstellungen von Blumenhältern mit Glas von Joh. Loetz Witwe

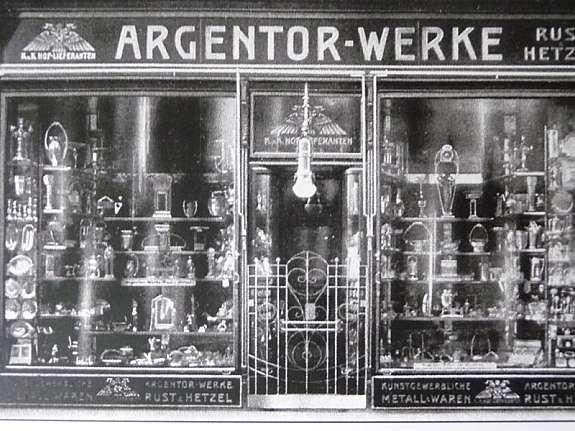
Historische Fotografie eines Geschäftes der Argentor-Werke Rust & Hetzel

Die Argentor-Werke Rust & Hetzel war ein bedeutender österreichischer kunstgewerblicher Metallwarenhersteller mit Hauptsitz in Wien.

## Geschichte
Die Geschichte des Unternehmens reicht ins Jahr 1863 zurück, als die C. A. Münchmeyer & Co. gegründet wurde. Diese war Inhaber einer Galvanisierungsfabrik, die im Jahre 1894 an ein schmales, lang gestrecktes Grundstück zwischen Kaiserstraße und Wimbergergasse im 7. Wiener Gemeindebezirk Neubau errichtet wurde. C. A. Münchmeyer & Co. ließ in der Kaiserstraße 83 zunächst von der Firma Stagl Brodhag ein Wohn- und Verwaltungsgebäude und gleichzeitig einen sechsgeschoßigen Hofquertrakt bauen. Zweigfabriken existierten Anfang des 20. Jahrhunderts in Berlin und Paris, mit Niederlagen in Wien in der Casa Piccola an der Mariahilfer Straße 1c im 6. Bezirk und an der Waitznergasse 14 im 4. Budapester Bezirk.
1902 gingen aus der Vorgängerfirma C. A. Münchmeyer & Co. die Argentor-Werke Rust & Hetzel hervor. Die Argentor-Werke wurden im Laufe der Zeit zu einem der bedeutendsten Metallwarenhersteller des Wiener Jugendstils. Hergestellt wurden nicht nur Silberbesteck, Schalen, Tafelaufsätze, Tee- und Kaffeeservice, sondern auch Wohnungseinrichtungsgegenstände wie Rahmen, Uhren, elektrische Lampen, Vasen und Blumenhalter. Von besonderer Bedeutung waren die sogenannten Montierungsartikel, welche montierte Gläser mit dem von den Argentor-Werken hergestellten Rahmen waren. Eine Reihe der verwendeten Gläser stammten von der berühmten Jugendstil-Glasfirma Joh. Loetz Witwe, mit dem Argentor zusammenarbeitete.
Das Unternehmen wurde sehr erfolgreich und hatte einen Produktionsumfang von tausenden Modellen und weltweitem Export. Eine Firmenschrift aus dem Jahre 1912 erwähnt ungefähr 9000 Warenartikel. Zweigniederlassungen gab es im Jahre 1911 in Budapest und Brünn. Zu den Kunden gehörten nicht nur das Großbürgertum und die Aristokratie, sondern auch der kaiserliche Hof. Für ihre Verdienste wurde den Inhabern Georg Ferdinand Rust und Adolf Wilhelm Hetzel der Titel eines k.u.k. Hoflieferanten verliehen.
Die Argentor-Werke bestanden den Ersten Weltkrieg trotz aller Wirren, aber mit zunehmenden finanziellen Einbussen. Es stellte einige Werke während des Zweiten Weltkriegs her, hörte aber spätestens im Jahre 1970 auf zu bestehen. Erlesene Werke von den Argentor-Werken erzielen bei Auktionen heute hohe Preise.

## Fabriksgebäude

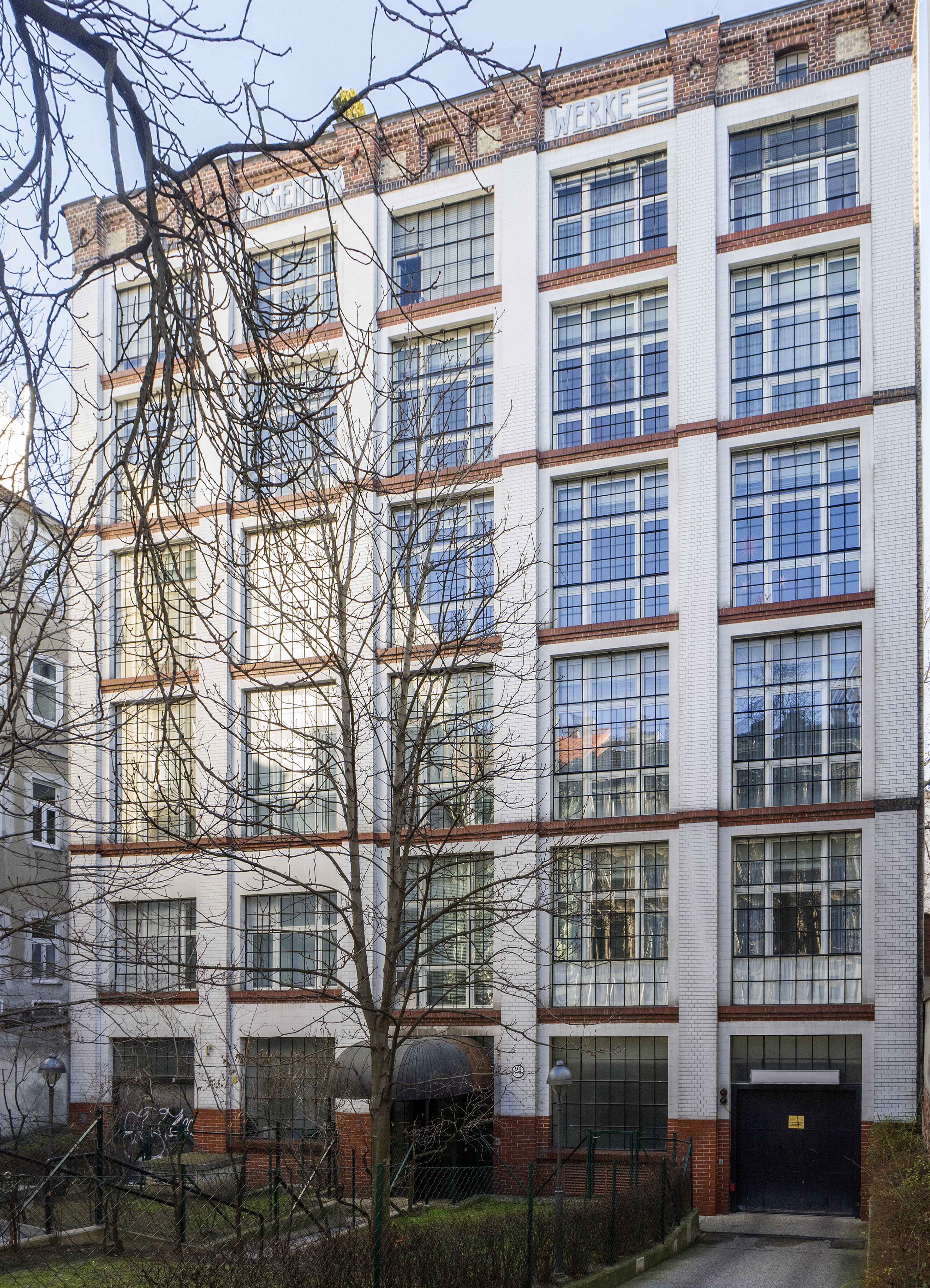
Die Argentor-Werke an der Wimbergergasse 24 in Wien

Die Wiener Fabrik befand sich an der Kaiserstraße 83. Im Jahre 1902 wurde an den Hoftrakt in Richtung Wimbergergasse 24 weiter ausgebaut. Dieser Zubau wurde von den Architekten Carl Brodhag und seinem Mitarbeiter Ludwig Dillmann geplant und gebaut. Der sechsstöckige Bau weist große Glasfenster auf, die kleinteilig versprosst sind. Die Fassade wurde mit weiß glasierten Ziegeln verkleidet beziehungsweise verfliest. Die schmalen Parapete der Fenster sowie die Attika bestehen aus rotem Klinker. Die Pfeiler an der Fassade enden am Dach mit einem fast klassischen Kapitell. Auf der Attika sind der Name „Argentor-Werke“ in hellblauen Ziegeln geformt. Das Innere ist eine Konstruktion aus Stahlbeton nach dem System Hennebique, die es erlaubte bei den Fenstern den Lichteinfallwinkel zu vergrößern. Das Gebäude war eines der ersten Stahlbetonbauten Wiens. Das Gebäude steht unter Denkmalschutz. Heute befinden sich im Objekt nach mehreren Umbauarbeiten Wohnungen.